# Костоев, Гусейн Хасботович
Гусейн Хасботович Костоев — участник Первой мировой войны, всадник Ингушского конного полка «Дикой дивизии», полный кавалер Георгиевского креста.

## Биография
В мае 1915 года Костоев, будучи в секрете, обнаружил наступление противника. За это он был награждён Георгиевским крестом III степени № 80073.
В августе того же года «за отличие в боях» Костоев получил Георгиевский крест I степени № 13144.